# 朝鮮自由聯盟
朝鮮自由聯盟（英語：North Korea Freedom Coalition）是一個美國組織，成立於2003年，主要目的在促進北韓的人權和自由。朝鮮自由聯盟由60個組織組成，其中一些組織是婦女權利團體及難民團體。其他團體則有宗教背景，在北韓邊境以外從事傳教工作。

## 倡導
朝鮮自由聯盟支持2013年北韓制裁執行法案，該法案將增加美國對北韓的制裁。朝鮮自由聯盟稱，該法案“將對北韓領導人實施嚴厲的、有針對性的金融制裁，這些領導人應對危害人類罪負責，此法案並將顯著減少北韓極其惡劣的侵犯人權行為。”